# Comité olympique vénézuélien
Le Comité olympique vénézuélien (en espagnol, Comité Olímpico Venezolano) est le comité national olympique du Venezuela, fondé en 1935 à Caracas.